# 斯普賴特利島
斯普賴特利島（英語：Sprightly Island），是南極洲的島嶼，位於葛拉漢地西岸的丹科海岸，處於休斯灣，由比利時探險隊測量，現時由南極條約體系管理。